# Istoria locomotivelor

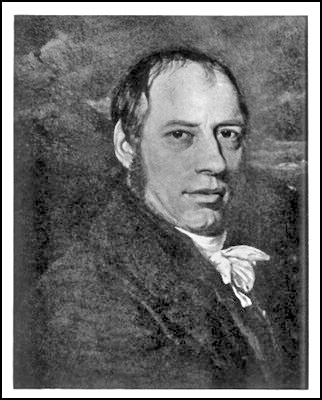
Richard Trevithick

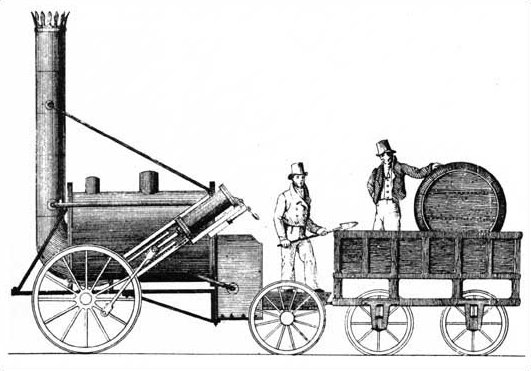
Locomotiva lui Stephenson

## Locomotiva cu abur
Prima locomotivă cu aburi care se deplasa pe șine a fost construită de inginerul Richard Trevithick, din Cornwall. Locomotiva lui cu patru roți a făcut o cursă demonstrativă pe 22 februarie 1804, atingând viteza de 20 km/h fără încărcătură și 8 km/h cu încărcătură. Din păcate, greutatea trenului a rupt șinele. Prin 1812 s-au construit șine mai rezistente între Middleton Colliery și Leeds, Anglia. Ele au suportat greutatea primelor locomotive cu aburi.
În 1829, în timpul construirii unei noi căi ferate în nordul Angliei, între Liverpool și Manchester, s-a organizat un concurs pentru a se găsi cea mai rapidă locomotivă care să circule pe aceste șine. Premiul de 500 lire a fost câstigat ușor de locomotiva Rocket, prezentată de George Stephenson. Ea a atins viteza, pe atunci extraordinară, de 46,7 km/h, un record mondial la acea vreme.
Cea mai rapidă locomotivă cu abur construită vreodată a fost Mallard și pe 3 iulie 1938 stabilește recordul de 201,2 km/h.